# Municipio de Duluth
El municipio de Duluth (en inglés: Duluth Township) es un municipio ubicado en el condado de St. Louis en el estado estadounidense de Minnesota. En el año 2010 tenía una población de 1941 habitantes y una densidad poblacional de 14,48 personas por km².

## Geografía
El municipio de Duluth se encuentra ubicado en las coordenadas 46°57′37″N 91°52′11″O / 46.96028, -91.86972. Según la Oficina del Censo de los Estados Unidos, el municipio tiene una superficie total de 134.07 km², de la cual 120.62 km² corresponden a tierra firme y (10.03%) 13.44 km² es agua.

## Demografía
Según el censo de 2010, había 1941 personas residiendo en el municipio de Duluth. La densidad de población era de 14,48 hab./km². De los 1941 habitantes, el municipio de Duluth estaba compuesto por el 97.42% blancos, el 0.26% eran afroamericanos, el 0.36% eran amerindios, el 0.05% eran asiáticos, el 0.05% eran isleños del Pacífico, el 0.26% eran de otras razas y el 1.6% pertenecían a dos o más razas. Del total de la población el 0.57% eran hispanos o latinos de cualquier raza.